# Dirk Messner

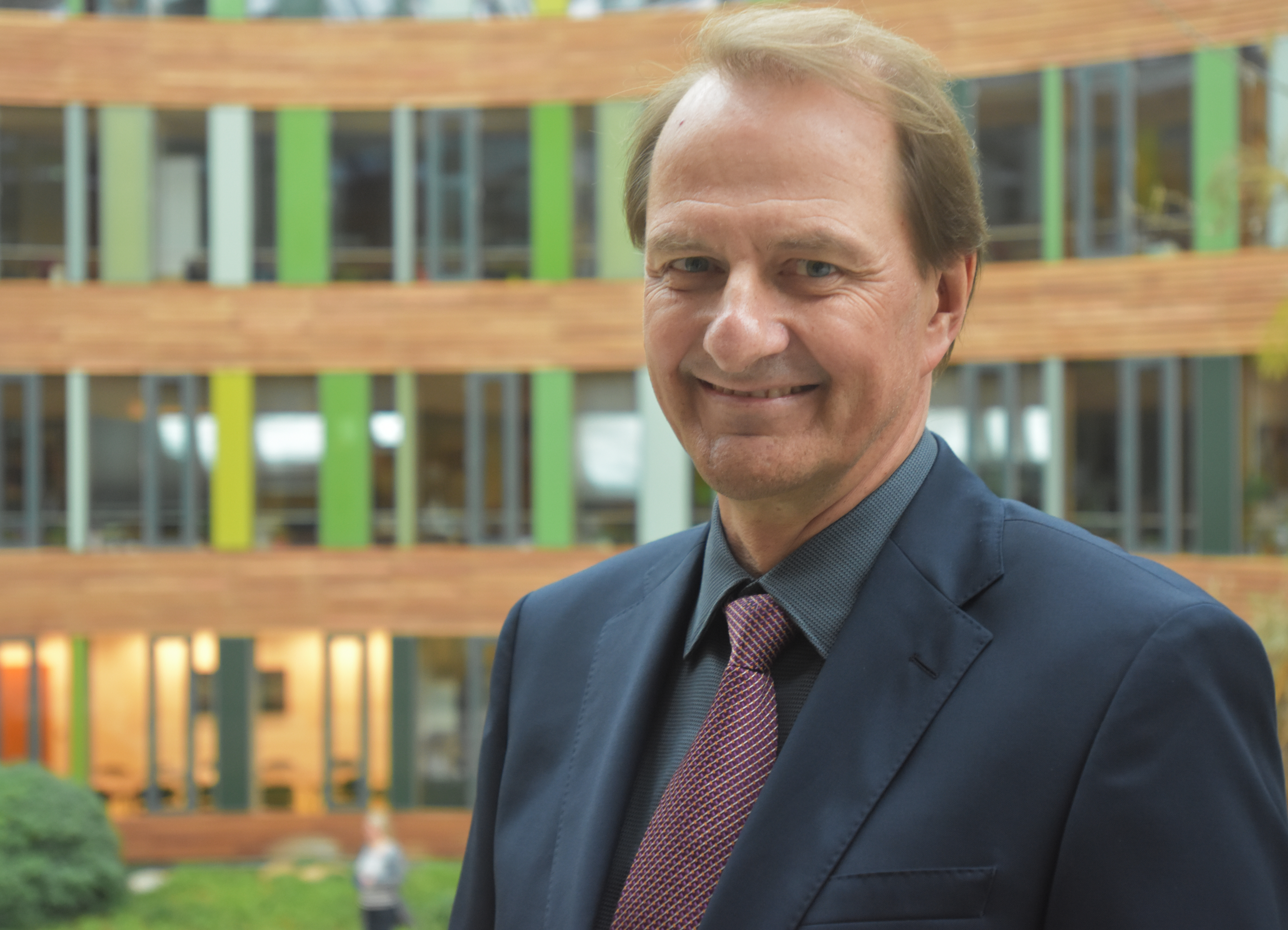
Dirk Messner im Umweltbundesamt in Dessau

Dirk Messner (* 23. April 1962 in Bünde) ist ein deutscher Politikwissenschaftler und Entwicklungsforscher. Seit Januar 2020 ist er Präsident des Umweltbundesamtes (UBA). Zuvor war er von 2003 bis 2018 Direktor des Deutschen Instituts für Entwicklungspolitik und seit 2006 außerplanmäßiger Professor für Politikwissenschaft an der Universität Duisburg-Essen.

## Leben und Forschung
Messner wurde in der ostwestfälischen Stadt Bünde geboren und machte am dortigen Freiherr-vom-Stein-Gymnasium sein Abitur. Anschließend studierte von 1982 bis 1988 Politikwissenschaft und Volkswirtschaftslehre an der Freien Universität Berlin (FU) und der Sogang University in Seoul. Ab 1989 arbeitete er am Deutschen Institut für Entwicklungspolitik (DIE) in West-Berlin in der Abteilung Industrialisierung und Schwellenländer mit dem Schwerpunkt Lateinamerika. Mit einer Arbeit über Die Netzwerkgesellschaft: wirtschaftliche Entwicklung und internationale Wettbewerbsfähigkeit als Probleme gesellschaftlicher Steuerung wurde er 1995 an der FU Berlin bei Elmar Altvater summa cum laude promoviert. 
Er war von 1995 bis 2003 wissenschaftlicher Geschäftsführer des Instituts für Entwicklung und Frieden (INEF) an der Gerhard-Mercator-Universität Duisburg. 2002 habilitierte er sich ebenfalls an der FU Berlin mit der Arbeit Herausforderungen der Globalisierung in Lateinamerika. Im Jahr 2003 hatte er eine Professur für Internationale politische Ökonomie am Geschwister-Scholl-Institut für Politikwissenschaft der Ludwig-Maximilians-Universität München.
Von 2003 bis 2018 war er Direktor des Deutschen Instituts für Entwicklungspolitik in Bonn. Messner ist seit 2006 außerplanmäßiger Professor für Politikwissenschaft an der Universität Duisburg-Essen. Seit 2011 ist er auch Co-Direktor des Käte-Hamburger-Kolleg/Centre for Global Cooperation Research in Duisburg. Seine Arbeitsschwerpunkte waren (Stand 2013) Entwicklungsforschung und -politik, Global Governance, internationale Politik zum Klimawandel und internationale Wettbewerbsfähigkeit.
Dirk Messner war von 2004 bis 2019 Mitglied des Wissenschaftlichen Beirats der Bundesregierung Globale Umweltveränderungen (WBGU), ab 2009 als stellvertretender Vorsitzender, ab 2013 als Co-Vorsitzender. Seit 2008 war er Mitglied der parteinahen Heinrich-Böll-Stiftung von Bündnis 90/Die Grünen. Er war gemeinsam bis 2019 mit Gesine Schwan Vorsitzender des Lenkungsausschusses des Sustainable Development Solutions Network Germany.
Von Ende 2018 bis Ende 2019 war er Direktor des Institute for Environment and Human Security an der Universität der Vereinten Nationen (United Nations University, UNU) in Bonn und Vize-Rektor der UNU.
Als Nachfolger von Maria Krautzberger wurde Messner Anfang 2020 zum Präsidenten des Umweltbundesamtes (UBA) ernannt. Neben dieser Tätigkeit hatte er im Wintersemester 2022/2023 die durch PD – Berater der öffentlichen Hand finanzierte Gastprofessur für Transformation im öffentlichen Dienst an der NRW School of Governance inne.

## Publikationen (Auswahl)
- Die Netzwerkgesellschaft. Wirtschaftliche Entwicklung und internationale Wettbewerbsfähigkeit als Probleme gesellschaftlicher Steuerung. Weltforum-Verlag, Köln 1995.
- Mit Franz Nuscheler: Global governance. Herausforderungen an die deutsche Politik an der Schwelle zum 21. Jahrhundert. Stiftung Entwicklung und Frieden, Bonn 1996.
- Hrsg. mit Institut für Entwicklung und Frieden: Weltkonferenzen und Weltberichte. Ein Wegweiser durch die internationale Diskussion. Dietz, Bonn 1996.
- Hrsg.: Die Zukunft des Staates und der Politik. Möglichkeiten und Grenzen politischer Steuerung in der Weltgesellschaft. Dietz, Bonn 1998.
- Hrsg.: Lateinamerika. Der schwierige Weg in die Weltwirtschaft. Institut für Entwicklung und Frieden, Duisburg 1998.
- Hrsg. mit Deutsches Institut für Entwicklungspolitik: Zukunftsfragen der Entwicklungspolitik. Nomos, Baden-Baden 2005.
- mit Hans-Joachim Schellnhuber, Claus Leggewie, Reinhold Leinfelder, Stefan Rahmstorf, Jürgen Schmid, Nebosja Nakicenovic, Renate Schubert, Sabine Schlacke: The great transformation. Climate – can we beat the heat? In: Alexandra Hamann, Claudia Zea-Schmidt (Hrsg.): Wissenschaftlicher Beirat der Bundesregierung Globale Umweltveränderungen (WBGU), Berlin 2014.
- Klimaschutz: wie können Kipp-Punkte zur Klimaverträglichkeit erreicht werden? In: Ellen Ueberschär (Hrsg.): Damit wir klug werden. Die wichtigsten Texte des Stuttgarter Kirchentags. Gütersloher Vertragshaus, Gütersloh 2015, S. 157–166.
- Shaping global sustainability in the umbrella of “comprehensive globalisation” – Germany’s role. In: The Chinese Journal of Global Governance Band 1 (2015), Nr. 1, S. 16–35.
- Hrsg. mit Silke Weinlich: Global cooperation and the human factor in international relations. Routledge, London 2015.